# Nossa nagaensis
Nossa nagaensis is een vlinder uit de familie van de Epicopeiidae. De wetenschappelijke naam van de soort is voor het eerst geldig gepubliceerd in 1890 door Elwes.